# Florenser

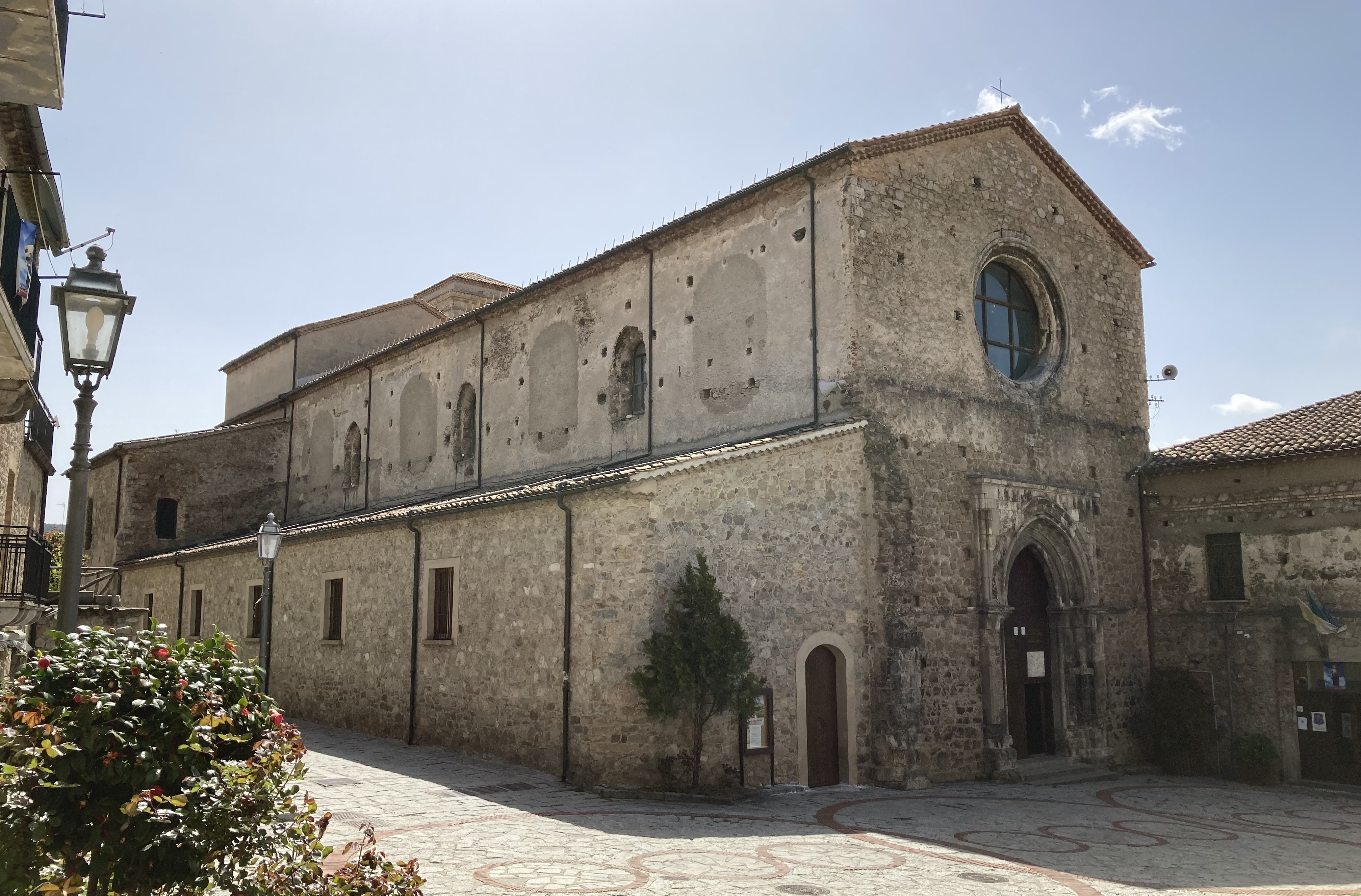
Abtei S. Giovanni in Fiore, Westseite und Nordseite

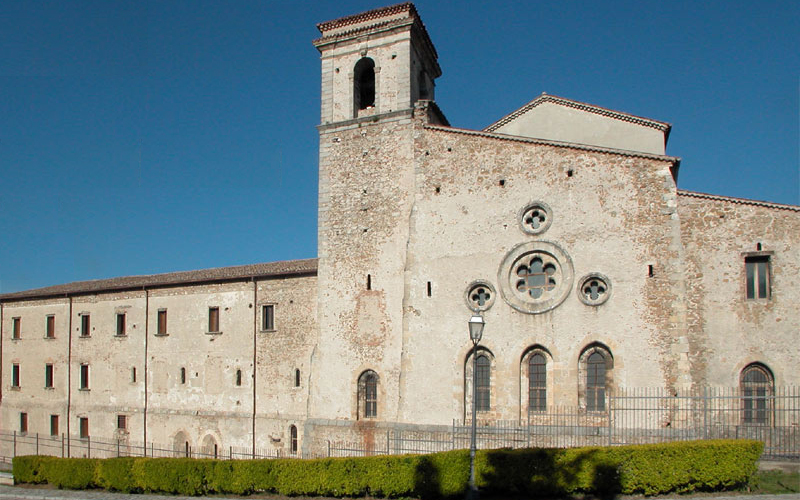
Ostseite

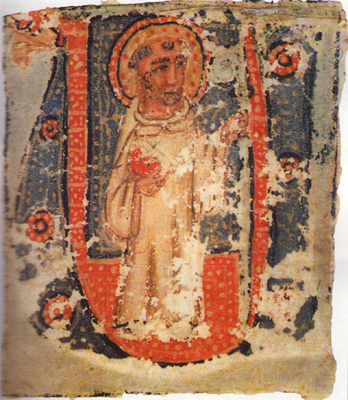
Joachim von Fiore, Miniatur des 14. Jahrhunderts aus dem Codice Chigiano in der Biblioteca Apostolica Vaticana in Rom

Die Florenser, auch Florienser oder Floriazenser/Floriacenser, (Ordo Florensis, Ordenskürzel OFlor) waren ein Reformorden der römisch-katholischen Kirche, der 1189 von dem ehemaligen Zisterzienser Joachim von Fiore († 1202) gegründet wurde. Die Ordensregeln waren eine Rückbesinnung auf die ursprüngliche Benediktsregel und ähnelten den Zisterzienserregeln, waren aber noch strenger. Die Florenser waren kein Zweig der Zisterzienser, wie in der Literatur gelegentlich zu lesen ist. Der Ordensgründer Joachim von Fiore und seine Gefährten wurden von den Zisterziensern sogar als Abtrünnige betrachtet. 1196 wurde der Orden von Papst Cölestin III. bestätigt. Mutterkloster war Fiore vetere in der Provinz Cosenza (Region Kalabrien, Italien). Nach einem Brand 1214 wurde das Kloster etwas entfernt wieder aufgebaut (Abtei San Giovanni in Fiore). Um das Kloster entstand später der Ort San Giovanni in Fiore. Der Orden breitete sich vor allem in Süditalien aus. In seiner Blütezeit im 13. Jahrhundert gehörten dem Orden 15 Abteien an, die 57 Kirchen (und Filialklöster) unter sich hatten. Im 16. Jahrhundert löste sich der Orden langsam auf. Die meisten Klöster schlossen sich dem Zisterzienserorden an. 1570 erlosch der Orden.

## Geschichte
Der Orden der Florenser geht auf das 1189 durch Joachim von Fiore gegründete Kloster S. Giovanni in Fiore zurück. Er war vorher Abt der Zisterze von Corazzo. Die von Joachim von Fiore verfassten Ordensregeln sind heute nicht mehr erhalten. Sie waren eine Rückbesinnung auf die ursprüngliche Benediktsregel und ähnelten der Zisterzienserregel. Joachim von Fiore wurde von den Zisterziensern als Abtrünniger betrachtet. Die Klöster lagen meist einsam und weit entfernt von Siedlungen. Die Mönche arbeiteten selber auf den Feldern und wollten wie die Zisterzienser nicht von der Arbeit untertäniger Bauern abhängig sein. Sie widmeten sich dem Gebet und der Kontemplation. Ihr Tagesablauf (Stundengebet) unterschied sich aber von dem der Zisterzienser. 1227 verbot Papst Gregor IX. den Zisterziensern, Floriazenser in ihren Orden aufzunehmen, weil die Satzungen der Floriazenser viel strenger seien als die Satzungen der Zisterzienser. Der Schutzheilige des Ordens war Johannes der Täufer.
Der Orden hatte 1198 schon vier Klöster in der Nähe von S. Giovanni in Fiore (S. Giovanni in Fiore, Calosuber, Bonum Lignum und San Marco). Er breitete sich im frühen 13. Jahrhundert vor allem in Süditalien aus und wurde von den Päpsten und den Staufern gefördert. Er scheint sich aber nicht über Italien hinaus ausgebreitet zu haben. In seiner Blütezeit in der ersten Hälfte des 13. Jahrhunderts gehörten dem Orden ca. 60 Männer- und vier Frauenklöster an. Mit dem Ende der Stauferherrschaft in Süditalien (2. Hälfte des 13. Jahrhunderts) setzte ein langsamer Niedergang ein. Mit der Einsetzung von Kommendataräbten anstatt der Regularäbte in den Klöstern ab 1470 beschleunigte sich der Niedergang deutlich. 1505 schlossen sich das Mutterkloster S. Giovanni in Fiore und seine Priorate dem Zisterzienserorden an. Andere Florenserklöster folgten 1515 oder schlossen sich den Dominikanern oder Kartäusern an. Bis 1570 erlosch der Orden. 1605 vereinigten sich einige der ehemaligen Florenserklöster, darunter auch das Mutterkloster, zur Kongregation Calabro-Lucana innerhalb des Zisterzienserordens.
Vom ursprünglichen Kloster in der Sila-Wildnis sind heute nur noch Grundmauern vorhanden. Es wurde um 1214 an den Ort verlegt, aus dem sich die heutige Gemeinde San Giovanni in Fiore entwickelte. Die meisten Klöster, darunter auch das Mutterkloster San Giovanni in Fiore wurden 1808 aufgehoben.

## Habit
Die Florenser gingen barfuß und trugen ein grobes weißes Ordensgewand.

## Klöster (unvollständig)
- (Urspungskloster Fiore Vetere, 1214 nach Brand verlassen), nur Grundmauern erhalten (Lage:)
- Abatemarco/Monte Marco (genaue Lage unbekannt, wurde vor 1205 durch Bischof Guillelmus von Cerenzia zerstört[1])
- Bonum Lignum (genaue Lage unbekannt)
- Calosuber (genaue Lage unbekannt)
- Tassitanum (genaue Lage unbekannt)
- San Giovanni in Fiore (ab 1214 aufgebaut)
- San Martino de Giove (bei Cosenza)
- Santa Maria di Fonte Laurato (1201 gegründet, bei Fiumefreddo Bruzio)
- Santa Maria di Acquaviva (1208 an den Florenserorden)
- Santa Maria di Calabromaria oder Santa Maria di Altilia (1211/13 an den Florenserorden)
- Santa Maria di Cabria (im Tal des Lese, ursprünglich griechisches Kloster bei Cerenzia)
- Abtei Bagnara (1256 an die Florenser von Santa Maria della Gloria, bei Bagnara Calabra)
- Santa Maria dei Tre Fanciulli oder Trium Puerorum (ursprünglich Basilianer, 1218 an die Florenser, nach dem Übergang auch Santa Maria de Nova genannt)
- Santa Maria del Soccorso (1525 gegründet)

## Apulien
- Santa Maria di Laterza (1226 an die Florenser)
- San Tommaso di Rutigliano (ursprünglich Benediktiner, 1227 an die Florenser)
- Sant’Angelo di Rovigliano
  - San Renato di Sorrento (1222 an die Florenser und Sant’Angelo di Rovigliano unterstellt bzw. anschließend an Santa Maria di Monte Mirteto)

## Campanien
- Santa Marina della Stella/de Stellis, gelegen in Maiori (1232 an die Florenser und Sant’Angelo di Rovigliano unterstellt)

## Latium
- Santa Maria di Monte Mirteto (1216 durch den Florenserorden gegründet)
  - S. Maria della Gloria(sa) (bei Anagni, Latium)
  - Sant’Angelo mit der Kapelle San Clemente bei Ninfa

## Frauenkloster
- S. Elena bei Amalfi

## Toskana
- San Pietro a Camaiore (ursprünglich benediktinische Gründung, Toskana)
  - San Iacopo di Valle benedetta
- S. Michele alla Verruca (am Monte Mirteto bei Ninfa, Toscana)
  - Chiesa di Sant’Ermete bei Pisa (abhängig von S. Michele alla Verruca)
- Santa Maria di Moriglione bei Capannori (1217 an den Florenserorden)
- Kapelle San Frediano di Tulli